# Глория Греъм
Глория Греъм (на английски: Gloria Grahame) е американска актриса, носителка на „Оскар“ и номинирана за „Златен глобус“. От 1960 г. има звезда на Холивудската алея на славата.

## Биография
Родена е на 28 ноември 1923 г. в Лос Анджелис. Започва кариерата си в театъра, а през 1944 г. играе в първия си кинофилм. Номинирана е за „Оскар“ за поддържаща женска роля във филма „Crossfire“ (1947) и печели наградата за ролята си в „The Bad and the Beautiful“ (1952). В края на 50-те години кариерата ѝ в киното не се развива добре и тя се връща към театъра.
Умира на 5 октомври 1981 г. в Ню Йорк.

## Избрана филмография
| Година | Филм                      | Оригинално заглавие        | Роля        | Режисьор     |
| ------ | ------------------------- | -------------------------- | ----------- | ------------ |
| 1946   | Животът е прекрасен       | It's a Wonderful Life      | Вайолет Бик | Франк Капра  |
| 1950   | На самотно място          | In a Lonely Place          | Лоръл Грей  | Никълъс Рей  |
| 1952   | Най-великото шоу на света | The Greatest Show on Earth | Ейнджъл     | Сесил Демил  |
| 1953   | Голямата жега             | The Big Heat               | Деби Марш   | Фриц Ланг    |
| 1955   | Оклахома                  | Oklahoma!                  | Адо Ани     | Фред Зинеман |
| 1959   | Шансове за утрешния ден   | Odds Against Tomorrow      | Хелън       | Робърт Уайз  |